# Вєжиця (Пельплін)
Спортивний клуб «Вєжиця» Пельплін (пол. Klub Sportowy Wierzyca Pelplin) — польський футбольний клуб з Пельпліна, заснований у 1956 році. Виступає у Третій лізі. Домашні матчі приймає на Міському стадіоні, місткістю 900 глядачів.